# Monopteryx angustifolia
Monopteryx angustifolia är en ärtväxtart som beskrevs av George Bentham. Monopteryx angustifolia ingår i släktet Monopteryx och familjen ärtväxter. IUCN kategoriserar arten globalt som livskraftig. Inga underarter finns listade i Catalogue of Life.